# Marcello Petacci
Marcello Cesare Augusto Petacci (Roma, 1º maggio 1910 – Dongo, 28 aprile 1945) è stato un chirurgo italiano, fratello dell'attrice Maria Petacci e di Clara Petacci, amante del dittatore Benito Mussolini dal 1932 alla loro morte.

## Biografia
Figlio di Giuseppina Persichetti (1888-1962) e del medico Francesco Saverio Petacci (1883-1970), Marcello fu affarista e ufficiale della Regia Marina. Si laureò in medicina a 22 anni e fu assistente dell'illustre chirurgo Mario Donati a Milano. Nel 1938, dopo che la sorella Clara aveva insistentemente sollecitato Mussolini in tal senso, ottenne la libera docenza in patologia chirurgica. Nel 1939, dopo la fine della guerra civile spagnola, incominciò ad avere legami con alti funzionari del nuovo regime franchista.
Dal 1940 fu un oppositore del capo della Polizia Carmine Senise e tentò di destituirlo. È lo stesso Senise a raccontare, nella sua autobiografia, gli episodi che lo portarono al contrasto col Petacci: l'espulsione dal Regno di un "avventuriero" rumeno col quale quest'ultimo era in affari; la liberazione di un confinato, che aveva promesso una tangente di 400.000 £ al medico qualora fosse stato quest'ultimo a "salvarlo"; il non avergli consegnato una cassetta piena di monete d'oro contrabbandate in Spagna.
Nel 1942 divenne direttore del reparto di chirugia dell'ospedale militare Venezia e comprò una villa a Merano. Venne criticato dai gerarchi per il suo comportamento da affarista: sia Galeazzo Ciano sia Francesco Maria Barracu inviarono in proposito molte lettere riservate al Duce. Ciano scrisse sul suo diario il 20 novembre 1941 che, a dire di Riccardi, Petacci era un "affarista imbroglione". Inoltre, secondo il capo della polizia politica fascista Guido Leto, "Il dottor Petacci fa più male al Duce di quindici battaglie perdute".
Nel giugno 1942 Petacci provò, con il coinvolgimento di Guido Buffarini Guidi, a trasportare illegalmente diciotto chili di oro dalla Spagna tramite corriere diplomatico. Mussolini si indignò molto per la questione e intimò a Petacci di "astenersi per il futuro da ogni traffico". Tra gli altri affari di cui Petacci fu protagonista durante la guerra figura l'acquisto di stagno dal Portogallo e gomma dalla Francia, materie prime di cui l'Italia in quel periodo aveva estrema necessità.
Dal 25 luglio all'8 settembre 1943 finì in carcere per la sua vicinanza a Benito Mussolini. In seguito chiese allo stesso dittatore che la sua fedeltà fosse premiata e che fosse risarcito dei giorni in carcere.

### La fuga in Svizzera e il ritorno in Italia

Marcello Petacci negli anni '30.

La notte del 19 aprile 1945 accompagnato dalla moglie Zita Ritossa e dai due bambini pagò la somma di un milione di lire a dei contrabbandieri (usando dei passaporti falsi rilasciati dal Consolato di Spagna a Milano a nome dei coniugi Molano) per provare a entrare in Canton Ticino in Svizzera da Agra nel luinese o da Lanzo d'Intelvi. Il gruppo venne ospitato dalla famiglia ebrea dei Rosenberg; i quattro vennero però quasi subito scoperti dalla polizia svizzera e internati in un campo a Bellinzona; nonostante la contrarietà delle autorità di polizia riguardo alla loro sicurezza, per le sue abilità da chirurgo li lasciarono tornare a Milano dalla sorella Clara.
Rientrò quindi in Italia con la famiglia il 23 aprile 1945 dal valico pedonale di Palone nel comune di Dumenza vicino Luino. Il 25 aprile si recò dal console spagnolo di Milano Don Fernando Canthal per avere il suo permesso a un'importante missione per conto di Mussolini: il console accettò ed entrambi si recarono in Prefettura dove si trovava Mussolini. Questi gli affidò una lettera per l’ambasciatore inglese Norton che si trovava a Berna: nella lettera c'era scritto che si offriva la resa della Repubblica Sociale Italiana agli inglesi; in cambio gli inglesi non avrebbero dovuto far cadere il fascismo, ma usarlo come alleato contro i comunisti.

### La morte
Il 27 aprile 1945 Marcello Petacci viaggiava con la famiglia a bordo di un Alfa Romeo 6C 2500 Superleggera con la bandiera spagnola, aveva un falso passaporto diplomatico spagnolo a nome di Don Juan Muñez y Castillo e - dichiarandosi estraneo al convoglio in cui era Mussolini nascosto coi gerarchi - si spacciava per il console spagnolo; da Lampredi venne scambiato inizialmente per Vittorio Mussolini, ma poi, dopo aver raggiunto con la sua auto l'ingresso del municipio di Dongo, il partigiano Urbano Lazzaro "Bill" smascherò la sua vera identità per via di un'incongruenza tra il suo passaporto e quello della moglie .
Venne decisa la sua fucilazione con un'esecuzione separata sul lungolago di Dongo il 28 aprile dopo gli altri gerarchi. Furono i gerarchi stessi a richiedere un'esecuzione separata, non considerando Petacci uno di loro ma piuttosto un "ruffiano". Marcello Petacci cercò di scappare gettandosi nel lago ma venne crivellato di colpi di mitra. Il suo cadavere, assieme a quello degli altri quindici fucilati, venne portato a Milano, insieme a quelli del Duce e della Petacci dove, alle tre del mattino del 29 aprile, venne esposto a piazzale Loreto, nello stesso posto in cui era avvenuta la fucilazione di 15 partigiani nel 10 agosto 1944. A questi cadaveri si aggiunse quello di Achille Starace, che ebbe un processo sommario al Politecnico di Milano e venne fucilato vicino ai cadaveri dei gerarchi.
Verso le ore 15 del 29 aprile per ordine del comando Militare Americano le 19 salme furono portate con un camion nell'obitorio municipale di Via Ponzio n. 1; poi la salma del Petacci venne portata al Cimitero Maggiore e tumulata come sconosciuta al campo 16, dove si trovavano già quelle di Mussolini e di Achille Starace. Il 17 agosto 1945 il suo cadavere venne riconosciuto; nel 1951 venne fatta una ricognizione della tomba con nome fittizio "Mario Contarini", ma secondo la sorella Maria il corpo non corrispondeva alle caratteristiche del Petacci. Nel 1957 la sua salma e quella di Clara furono tumulate nella tomba di famiglia al Cimitero del Verano a Roma.
La moglie Zita Ritossa e i figli Ferdinando e Benvenuto sarebbero stati tenuti sotto custodia di Luigi Longo dal 28 aprile al 2 maggio periodo in cui, secondo Ferdinando, lei venne ripetutamente seviziata dai partigiani. Il 2 maggio fu concesso dal Corpo volontari della libertà un lasciapassare per raggiungere la famiglia a Milano..